# Karibiska havet

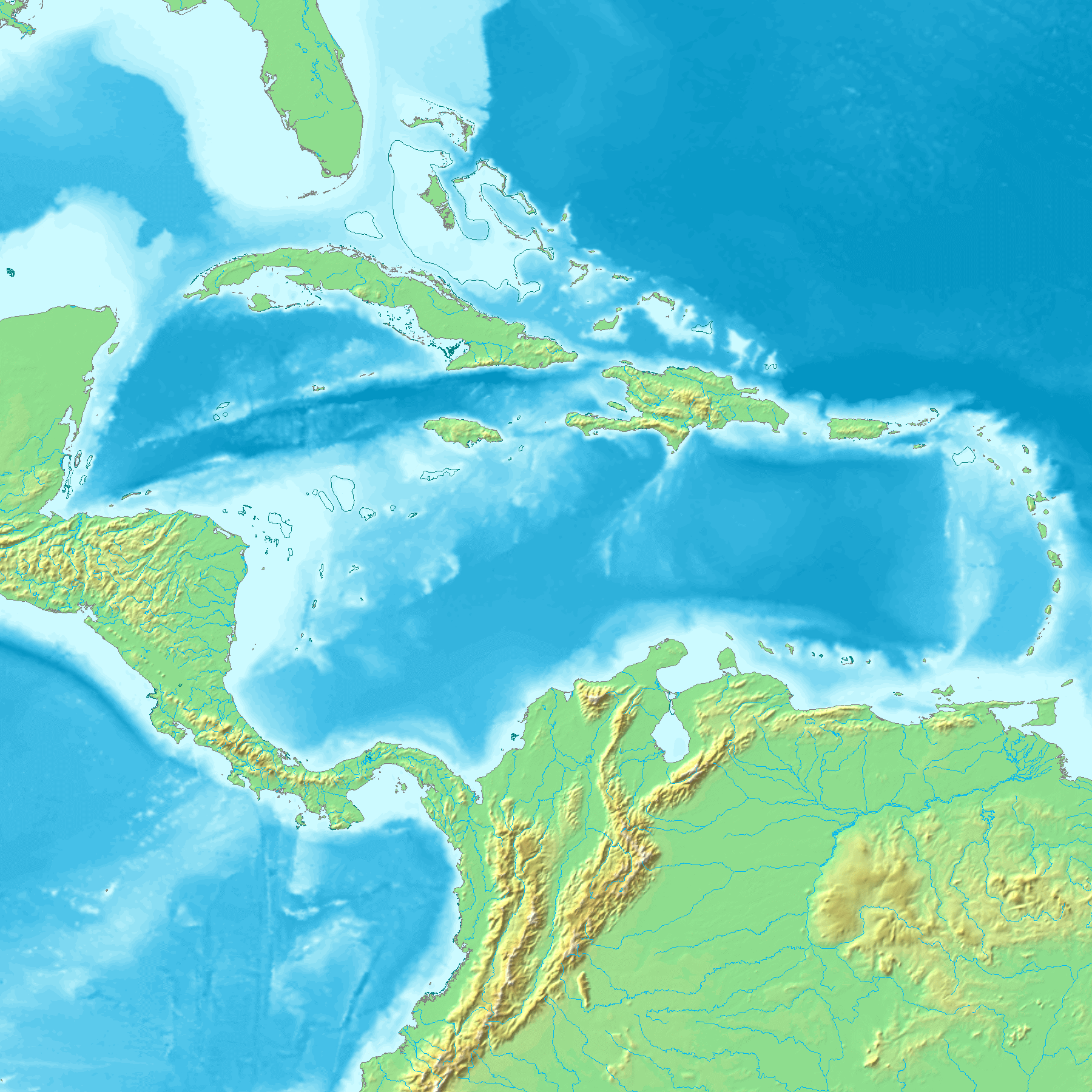
Karta över Karibiska havet

Karibiska havet, eller Karibiska sjön är den södra delen av Amerikanska medelhavet, belägen mellan Stora Antillerna, Centralamerika och Sydamerika. Via sundet Yucatánkanalen förenas det med Mexikanska golfen. Havsytan omfattar nära 2,7 miljoner kvadratkilometer. Det största djupet som har uppmätts är Caymangraven, 7 686 meter. Karibiska havet indelas främst i en östlig och en västlig bassäng, som i sin tur kan delas in i fem olika bassänger. Bassängerna skiljs åt av en platå som går mellan Jamaica och Centralamerikas fastland. 
Fram till 1492, när Christofer Columbus seglade västerut för att hitta en väg mot Indien, var Karibiska havet okänt för européerna.

## Geologi
Karibiska havet är ett medelhav som till största delen ligger på den Karibiska plattan (bara havets nordvästra del ligger på den Nordamerikanska kontinentalplattan). Mellan dessa tektoniska plattor finns en djuphavsgrav. Havet har en ålder av mellan 160 och 180 miljoner år och skapades när superkontinenten Pangea bröts upp under Mesozoikum.
Karibiska havets havsbotten är delad i fem bassänger som är separerade från varandra av undervattensbergskedjor. Havet utsträckning från väst till öst är cirka 3 000 kilometer (räknad från Belizes kustlinje till Små Antillerna). Största avståndet från nord till syd (Kubas västra kustlinje till Panama) är ungefär 1 000 kilometer.
I Caymangraven, som ligger ungefär 7 686 meter under havsytan är Karibiska havets största djup, finns flera vulkaner. Öarna i Karibiska havet är främst av vulkaniskt ursprung, bara några få är rester av korallrev. Enligt vetenskapliga data blev området under de senaste 500 åren skakat av ett dussin jordskalv med en magnitud över 7,5 på Richterskalan.

## Väderförhållanden

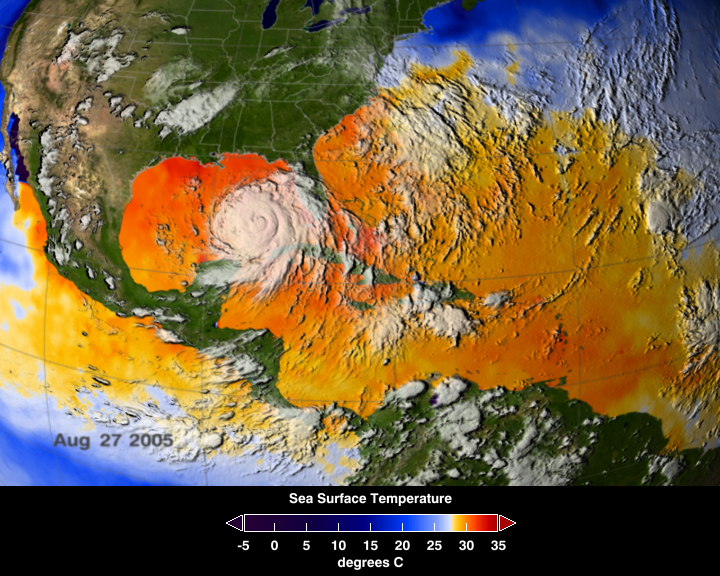
Medelvärdet på yttemperaturen (25 augusti-27 augusti 2005).

Havet ligger i tropikerna och därför har vattnet beroende på årstid en temperatur mellan 20 grader Celsius och 30 grader Celsius.
Karibiska havet hemsöks ofta av tropiska cykloner. Vid Afrikas västkust uppstår ofta lågtrycksområden som utvecklas över Atlanten till stormar. När temperaturen i Karibiska havet ligger över 26,5 grader Celsius ökas dessa stormar till tropiska cykloner med en vindhastighet över 64 knop eller 118 km/tim. Stormsäsongen ligger mellan juni och december och i augusti samt september förekommer de flesta stormarna. I genomsnitt uppstår 9 stormar per år och av dessa når 5 den nämnda vindhastigheten.
Tropiska cykloner är alltid en stor fara för öarna i och kring Karibiska havet.

## Livet i Karibiska havet
I Karibiska havet finns ungefär nio procent av världens korallrev. Reven täcker totalt en yta på minst 50 000 kvadratkilometer, mestadels runt de karibiska öarna och längs den central- och sydamerikanska kusten.